# أليس تومسون
أليس تومسون (بالإنجليزية: Alice Thompson)‏ هي عازفة لوحة المفاتيح بريطانية، .

## وصلات خارجية
- أليس تومسون على موقع ميوزك برينز (الإنجليزية)